# 萊赫科格爾山
47°30′51″N 11°33′44″E / 47.51409°N 11.56232°E

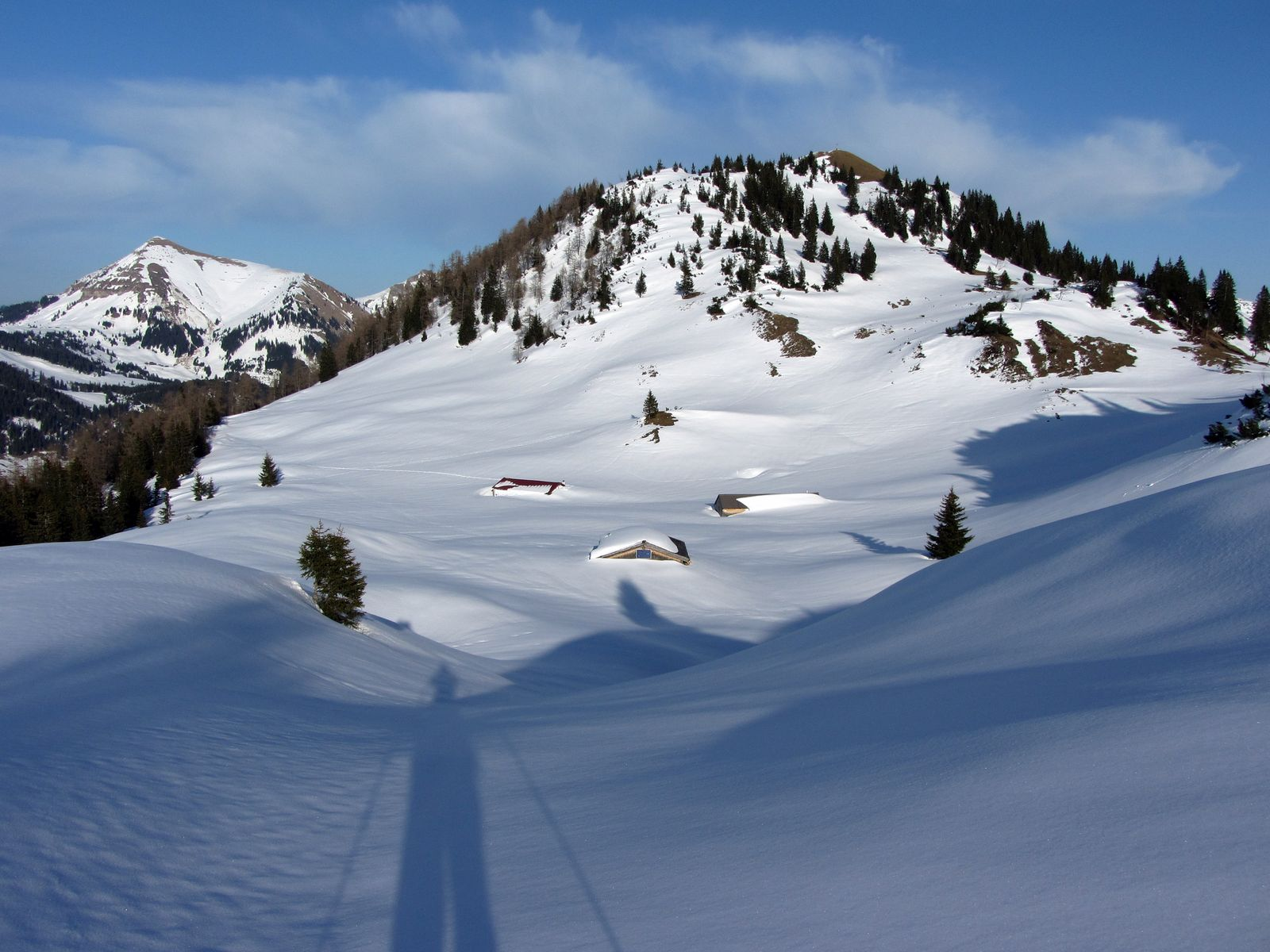

萊赫科格爾山（德語：Lerchkogel），是中歐的山峰，位於德國和奧地利接壤的邊境，由巴伐利亞和蒂羅爾州負責管轄，屬於卡爾文德爾山脈的一部分，海拔高度1,688米。